# Floriano Futebol Clube
Maillots
Le Floriano Futebol Clube était un club brésilien de football basé à Vitória dans l'État de l'Espírito Santo. 
En 1926, il remporte le championnat de l'Espírito Santo (alors baptisé Championnat de la ville de Vitória), ce qui constitue son unique titre dans cette compétition.

## Palmarès
- Championnat de l'Espírito Santo :
  - Champion : 1926